# Ghillie suit

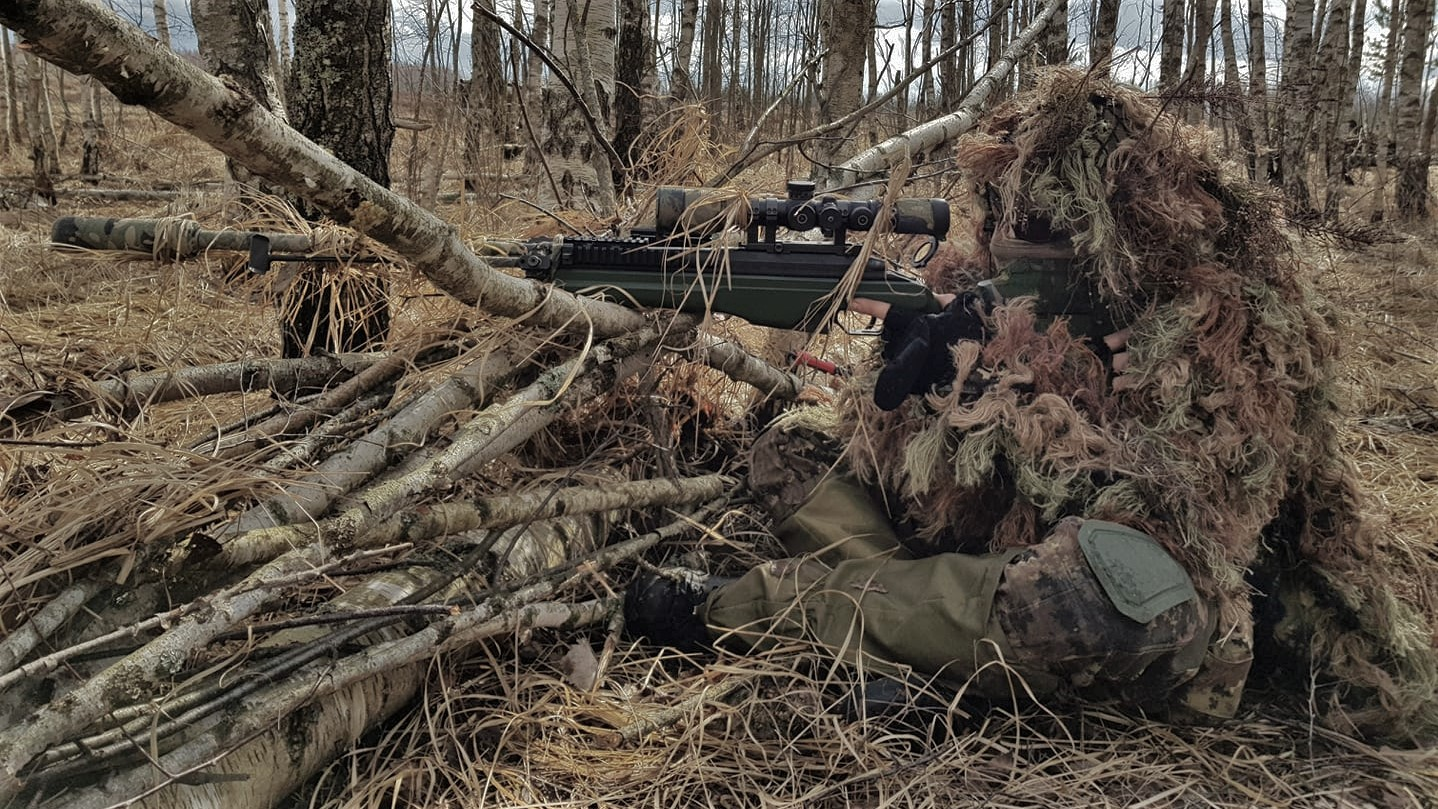
Alpino dell'Esercito Italiano utilizza una Ghillie ProApto durante l'operazione NATO ICE 1901.

La ghillie suit è una tuta mimetica, utilizzata nel camuffamento militare in particolare dai tiratori scelti.

## Storia

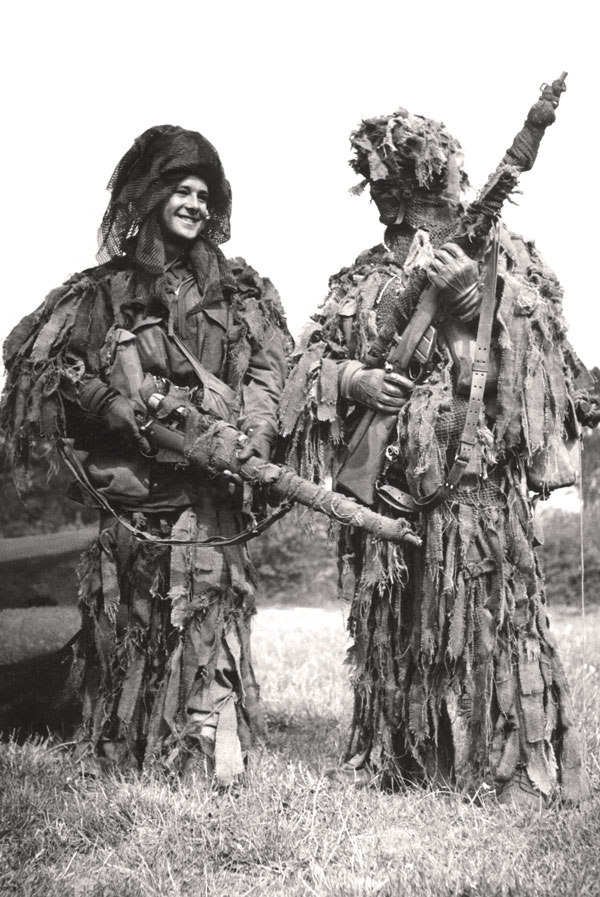
Lovat Scouts durante la seconda guerra mondiale.

Il terminie "ghillie" è di origine scozzese che sta ad indicare i lacci delle scarpe, dal quale prendono il nome le ghillies tipiche scarpe scozzesi (o anche camicie) ; per tale motivo in origine vennero chiamate "tute di lacci", poiché le fibre mimetiche ricordano i lacci delle scarpe.
La ghillie suit è stata inventata dai guardacaccia scozzesi come capanno da caccia portatile. La prima unità militare a impiegare queste tute è nota come "Lovat Scouts", un reggimento scozzese appartenente all'Esercito britannico durante la Seconda guerra boera. Nel 1916, i Lovat Scouts diventarono la prima unità di tiratori scelti appartenente all'esercito britannico.
All'interno dell'Esercito australiano queste tute sono note come "yowies", per via della loro somiglianza con lo Yowie, una creatura molto simile allo Yeti, che la leggenda vuole viva in Australia.
Dopo la seconda guerra mondiale l'impiego delle ghillie suit divenne consueto a reparti speciali di tiratori e ricognitori di tutti gli eserciti.
Negli anni 1990 per venire incontro alle nuove modalità di combattimento furono introdotte nuove tipologie di ghillie "non complete", ideate per essere più leggere e in grado camuffare testa, spalle e schiena, o anche solo testa e spalle, in modo da consentire maggiori possibilità di movimento, aspetto cruciale per ricognizioni e acquisizione di obiettivi. Questa concezione di ghillie suit trova il nome di Viper-Hood e/o Cobra-Hood derivanti dal nome dei primi modelli introdotti dalla Tactical Concealment, azienda americana pioniera del settore. Tale eredità è stata poi ampliata e migliorata dalla ProApto, azienda italiana leader nel settore a livello mondiale.

## Caratteristiche

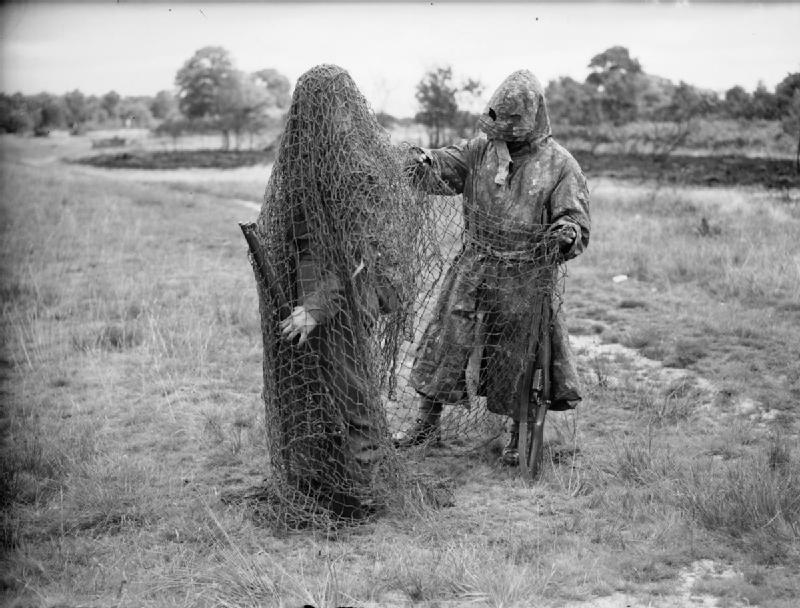
Lovat Scouts

È composta da giacca, pantaloni e copricapo ricoperti completamente da numerose fasce di diverso colore e materiale i quali variano a seconda del tipo di vegetazione o ambiente nel quale si vuole operare, risultando quindi molto pesante ed ingombrante. L'utilizzo principale è in fase di appostamento permettendo di confondersi perfettamente con l'ambiente circostante. È spesso realizzata con una rete molto fine, nella quale in ogni trama della rete vengono legate delle piccole matassine (cotone o iuta) di vario colore.
Per creare una ghillie è necessario avere una tuta unica o in due pezzi, le frange in tessuto e, se si vuole creare con la rete, è consigliata una a trama molto fitta per evitare che entrino gli insetti.

## Realizzazione

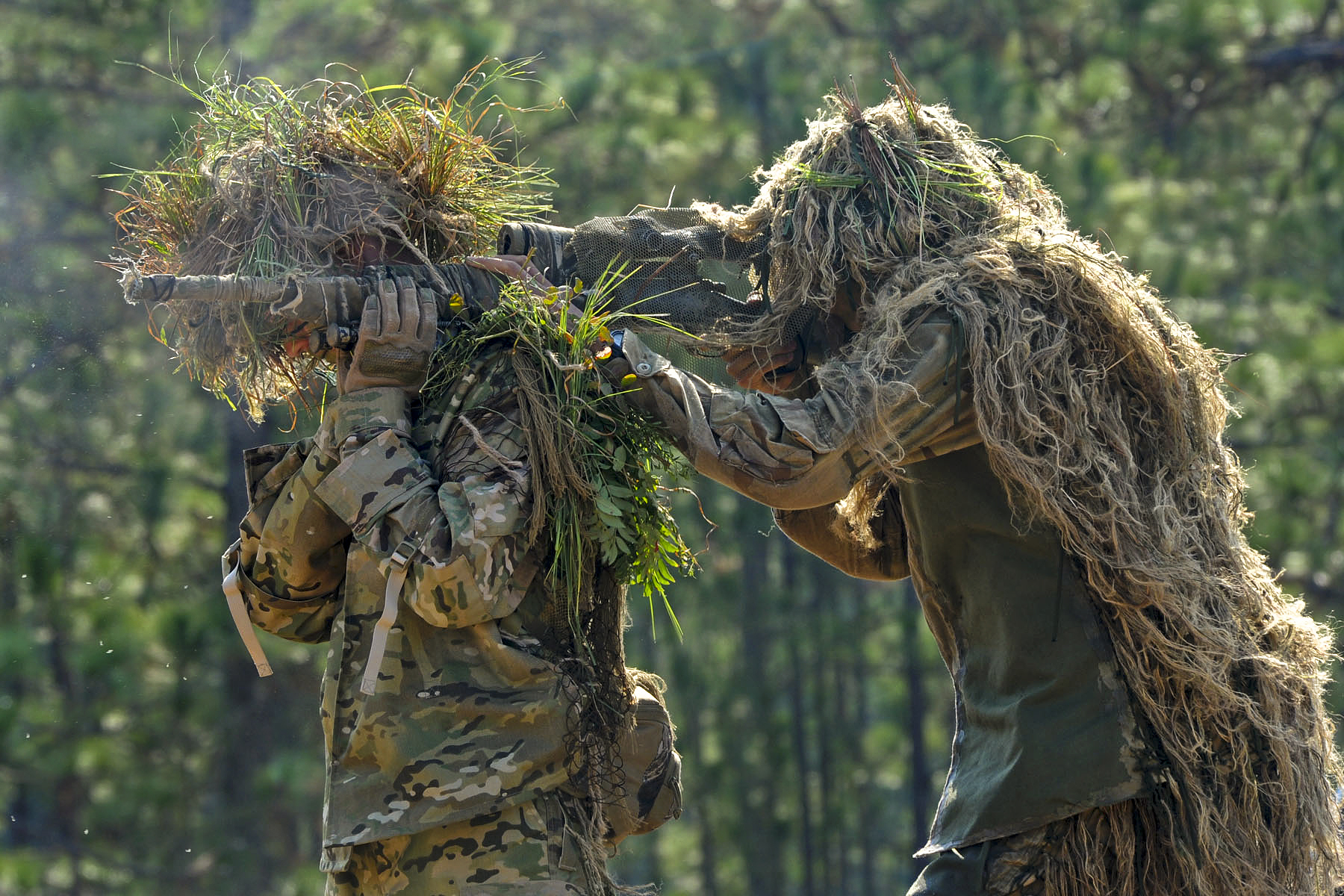
Uno "sniper Team" dell' esercito statunitense che utilizza ghillie prodotte dalla Tactical Concealment.

Come detto in precedenza le migliori ghillie suit sono quelle realizzate a mano, la maggior parte dei cecchini infatti ha una propria tecnica per realizzarle. Un buon camuffamento è dato anche dall'aggiunta alla tuta di vegetazione raccolta sul posto. Realizzare una ghillie è un processo che può richiedere anche mesi di lavoro e di ricerca dei materiali adatti.
Ci sono molti modi per realizzarne una: la maggior parte degli eserciti le realizza attaccando strisce di iuta ad un poncio di rete. L'esercito degli Stati Uniti, come molti altri, costruisce le ghillie attaccando una rete mimetica coperta di iuta ad una uniforme militare (nel caso statunitense la Battle Dress Uniform) o una tuta da pilota.
Spesso prima dell'utilizzo la ghillie viene sporcata anche attaccandola ad un veicolo in movimento per rendere più naturale la colorazione.

## Impiego

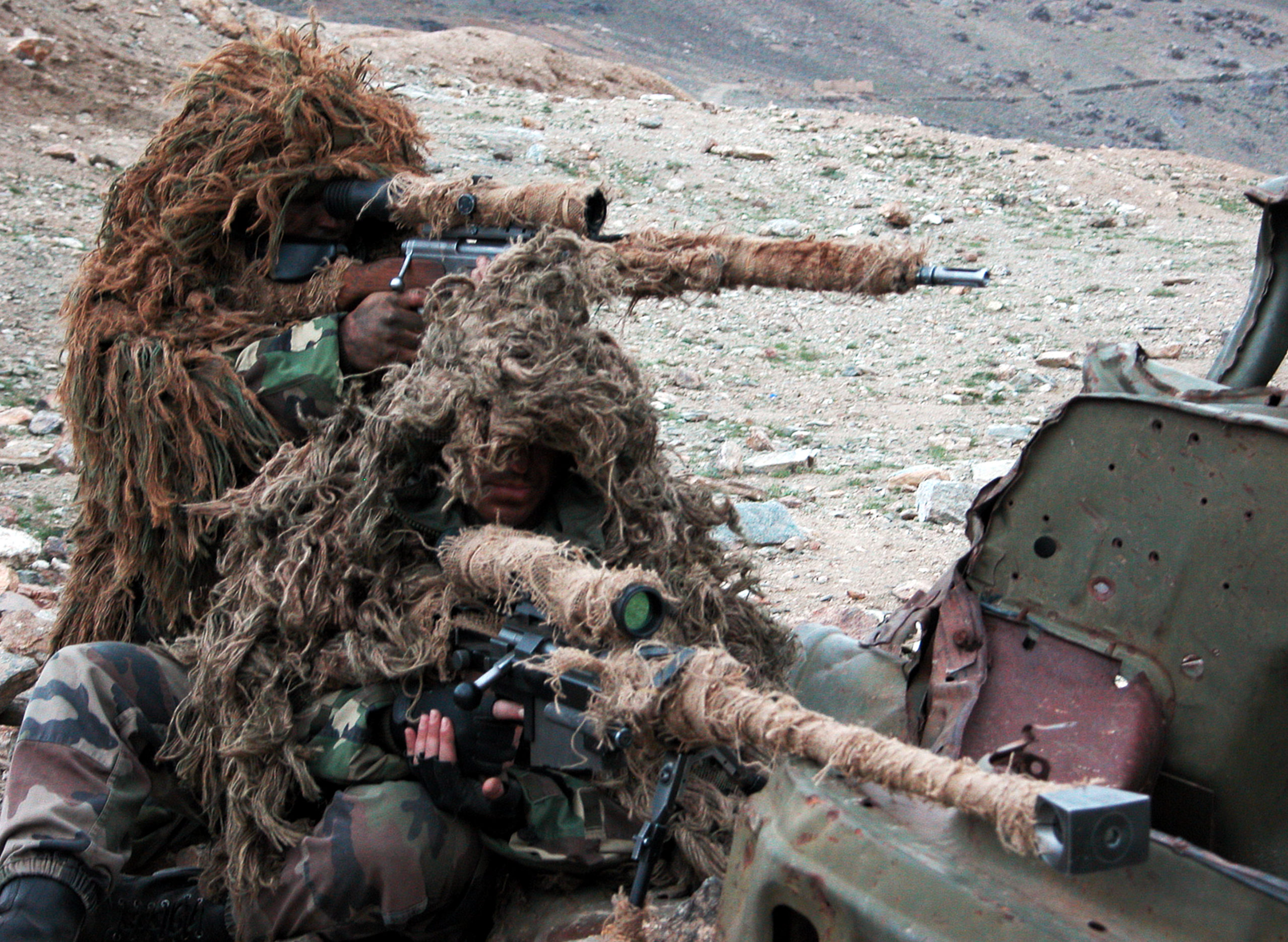
Tiratori scelti in Afghanistan.

La ghillie suit viene usata da tiratori scelti da esploratori della maggior parte degli eserciti odierni nel prendere una posizione di osservazione/tiro senza essere avvistati facilmente dal nemico.
La ghillie è anche impiegata nell'ambito del softair e del paintball per le stesse ragioni. La ghillie suit non rende invisibile l'utilizzatore, che quindi dovrà cercare di rimanere in zone d'ombra e di mantenere sempre un basso profilo. Un tiratore scelto che usa una ghillie dovrà quindi muoversi molto lentamente e in caso di vicinanza con il nemico in posizione prona con tutto il corpo addossato alla terra, ed il fucile tenuto per la cinghia facendolo strisciare lentamente a terra.
Altri attività per le quali ghillie vengono regolarmente impiegate sono la caccia, in particolare la caccia grossa, la fotografia naturalistica e l'osservazione degli uccelli. Infatti le ghillie suit sono particolarmente amate in questo settore, poiché consentono di avvicinare la fauna selvatica senza essere visti e senza disturbare gli animali, in tale modo si riescono ad ottenere scatti migliori, sia per la vicinanza all'animale, sia perché quest'ultimo non sentendosi minacciato, viene osservato e ritratto nel pieno del suo naturale comportamento. Per le medesime motivazioni sono utilizzate anche da zoologi, etologi e guardiaparco.